# Polypedilum exsectum
Polypedilum exsectum är en tvåvingeart som först beskrevs av Jean-Jacques Kieffer 1916.  Polypedilum exsectum ingår i släktet Polypedilum och familjen fjädermyggor. Arten är reproducerande i Sverige. Inga underarter finns listade i Catalogue of Life.